# Karl von Inzaghi
Karl von Inzaghi (în italiană Carlo Borromeo d'Inzaghi, în cehă Karel Boromejský Rudolf hrabě Inzaghi, n. 5 decembrie 1777, Graz, Monarhia Habsburgică – d. 17 mai 1856, Graz, Imperiul Austriac) a fost un nobil austriac și om politic al Imperiului Austriac, care a îndeplinit funcțiile de guvernator al Iliriei (1817-1829), Veneției (1820-1826) și Moraviei și Sileziei (1827-1834), apoi pe cea de cancelar suprem al Boemiei (1842-1848).

## Familia
Provenea din familia de origine italiană Inzaghi, stabilită în Stiria în secolul al XVII-lea. Tatăl său, Johann Nepomuk Inzaghi Freiherr (baron) von Kindberg (1734-1818), consilier guvernamental al Austriei Interioare și înalt comisar la Idrija, s-a căsătorit mai întâi cu contesa Maria Walpurgis von Dietrichstein-Weichselstäd (mama lui Karl), apoi cu contesa Rosalia Maria Aloysia von Attems (1761-1841). Unchiul său a fost Franz Philipp von Inzaghi (1731-1816), canonic al Capitolului Mitropolitan din Olomouc, arhidiacon purtător de mitră al bisericii din Mikulov și apoi episcop al Diecezei de Trieste (1775-1788), episcop de Gradisca (1788-1791) și episcop de Gorizia și Gradisca (1791-1816). Karl Borromäus Rudolph Inzaghi (menționat uneori în varianta italiană Carlo Borromeo Rodolfo d'Inzaghi) s-a născut la Graz în 1777.
S-a căsătorit cu contesa Maria Elisabeth Rosalia Anna Johanna Nepumocena Aloisia Theresia von Attems, dar nu a avut niciun fiu, ci numai două fiice: Luisa (născută în 1800) și Maria (născută în 1801). Deoarece nici fratele său Philip nu a lăsat urmași, nepotul său, Friedrich von Attems, a devenit moștenitorul universal al averii familiei. Un alt frate fără copii, Antonin (mort la Kroměříž), a fost canonic al Capitolului din Olomouc și în perioada 1812-1813 rector al Capitolului din Kroměříž.

## Cariera
Absolvent de studii de drept, el intrat în serviciul guvernamental în 1798 la Graz și de acolo a trecut în 1801 ca funcționar în Galiția. În perioada mișcărilor de trupe în această zonă a fost, probabil, subordonat arhiducelui Karl. El a devenit apoi funcționar în Departamentul de Stat, fiind promovat în 1804 la rangul de șambelan. Ulterior a devenit șambelan al arhiducelui Rainer, vicerege al Regatului Lombardia-Veneția, și, în același timp, secretar al cabinetului său. În 1815, el a însoțit Armata Austriacă pe post de intendent. A îndeplinit funcția de guvernator al mai multor provincii austriece: Iliria (1817-1819), Veneția (1820-1826) și Moravia-Silezia (1827-1834). În 1834 a devenit cancelar al Curții Imperiale de la Viena, iar, după moartea contelui Anton Friedrich Mittrowsky von Mittrowitz und Nemischl (1842), l-a înlocuit în funcția de cancelar suprem al Boemiei, pe care a deținut-o până în martie 1848. În paralel cu funcția de cancelar suprem a prezidat mai multe instituții administrative austriece. Fiind exponent al regimului guvernamental absolutist austriac, a fost pensionat și s-a stabilit apoi la Graz.
Prin intermediul Institutului Caritabil din Graz a sprijinit cu generozitate mai multe instituții medicale și de caritate. El a fost membru al Societății Agricole din Viena, precum și membru de onoare al academiilor din Viena, Veneția și Milano, al Institutului Literar din Padova și al Societății Economice din Silezia. A fost ales cetățean de onoare al orașelor Viena și Graz. A fost înmormântat după propria dorință în Währing, pe atunci o suburbie a Vienei.

## Decorații
- Marea Cruce a Ordinului Suveran al Cavalerilor de Malta
- Marea Cruce de Cavaler al Ordinului religios și militar constantinian al Sf. Gheorghe al Parmei
- Marea Cruce de Cavaler al Ordinului imperial austriac Leopold

## Portrete
- Litografie Franze Eybla (1832), Moravská zemské knihovna
- Litografie Josefa Kriehubera (1840), Moravská zemská knihovna